# Салічна династія

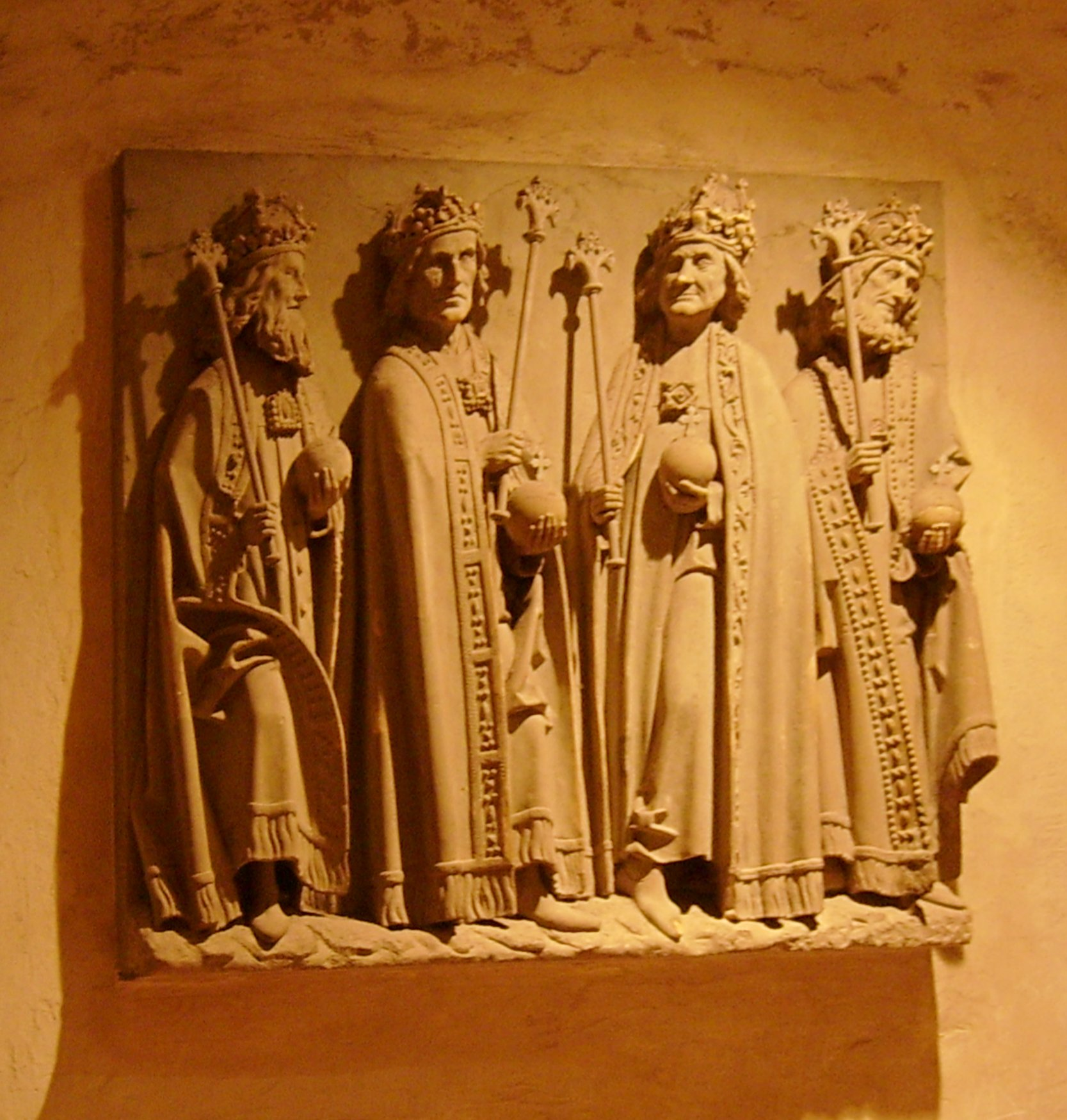
4 імператори з салічної династії

Салічна династія або Франконська династія — династія німецьких королів і імператорів Священної Римської імперії у 1024–1125 роках.
Змінила Саксонську династію. Засновник — Конрад II (правив у 1024–39 роках), який походив зі знатного франконського роду.
Його наступники: Генріх III (1039–1056), Генріх IV (1056–1106), Генріх V (1106–1125). Представники салічної династії намагалися укріпити королівську владу в Німеччині, спираючись на міністеріалів і лицарство. Правління останніх представників династії ознаменувалося боротьбою з папством за інвеституру.